# Torture Money
Torture Money est un court-métrage américain réalisé par Harold S. Bucquet, produit par MGM et sorti en 1937. 
Il a remporté l'Oscar du meilleur court métrage (prises de vues réelles), lors de la 10e cérémonie des Oscars.

## Synopsis
Un policier s'infiltre dans un gang d'escrocs dont les membres se sont spécialisés dans la fraude à l'assurance.

## Fiche technique
- Réalisation : Harold S. Bucquet
- Scénario : John C. Higgins
- Production : Metro-Goldwyn-Mayer
- Producteur : Jack Chertok
- Durée : 21 minutes
- Date de sortie : 
  - États-Unis : 2 janvier 1937

## Distribution
- Edwin Maxwell : Milton Beacher
- George Lynn : Larry Martin
- Mary Howard: Nurse Barry
- Jason Robards Sr.: Alex Carmathy
- John Hamilton: Capt. Michael Karnahan
- William Royle: chef de la police
- Charles Trowbridge: Dr. Morgan
- Murray Alper: Little Davie Barkell
- Bernadene Hayes : Debbie
- King Baggot
- Mitchell Lewis

## Distinction
- 10e cérémonie des Oscars : Oscar du meilleur court métrage (prises de vues réelles), deux bobines[2]